# Skarhults församling
Skarhults församling var en församling i Lunds stift och i Eslövs kommun. Församlingen uppgick 2002 i Östra Strö-Skarhults församling.

## Administrativ historik
Församlingen har medeltida ursprung. 
Församlingen var till 1 maj 1929 i pastorat med Östra Strö församling, före omkring 1600 som moderförsamling därefter som annexförsamling. Från 1 maj 1929 till och med 1961 annexförsamling i pastoratet Östra Strö, Skarhult, Borlunda och Skeglinge. Från 1962 till och med 1997 annexförsamling i pastoratet Gårdstånga, Holmby, Östra Strö, Skarhult, Borlunda och Skeglinge, de två senare från 1992 sammanlagda i Borlunda-Skeglinge församling. Från 1998 till och med 2001 annexförsamling i pastoratet Gårdstånga-Holmby, Östra Strö, Skarhult och Borlunda-Skeglinge. Församlingen uppgick 2002 i Östra Strö-Skarhults församling.

## Kyrkor
- Skarhults kyrka